# Steven Maekawa

Bischofswappen von Steven John Maekawa

Steven John Maekawa OP (* 22. November 1967 in Bellevue, Bundesstaat Washington) ist ein US-amerikanischer Ordensgeistlicher und römisch-katholischer Bischof von Fairbanks.

## Leben
Steven Maekawa erwarb zunächst einen Bachelor in Architektur an der University of Washington und trat anschließend der Ordensgemeinschaft der Dominikaner bei. In der Ordensprovinz Most Holy Name of Jesus legte er am 14. September 1991 die zeitliche Profess ab. Seine theologischen Studien absolvierte er an der ordenseigenen Dominican School of Philosophy and Theology in Berkeley, an der er einen Master of Divinity erwarb. Am 25. Juni 1999 empfing er in der Augustinuskirche von Oakland durch den Bischof von Oakland, John Stephen Cummins, das Sakrament der Priesterweihe.
Nach der Priesterweihe war er Kaplan der Dominikanerpfarrei Saint Dominic in San Francisco und von 2002 bis 2005 Direktor des Univeristy of Washington Newman Center. Von 2005 bis 2007 und erneut von 2012 bis 2016 war er Prior des Konvents Saint Dominic in San Francisco. Von 2007 bis 2015 war er zudem für die Berufungspastoral seiner Ordensprovinz verantwortlich. Von 2003 bis 2007 und erneut ab 2015 gehörte er dem Provinzialrat an. Seit 2016 war er Pfarrer der Pfarrei Holy Family in Anchorage.
Papst Franziskus ernannte ihn am 11. Juli 2023 zum Bischof von Fairbanks. Die Bischofsweihe spendete ihm der Erzbischof von Anchorage-Juneau, Andrew Bellisario CM, am 12. Oktober desselben Jahres im Carlson Center in Fairbanks. Mitkonsekratoren waren sein Amtsvorgänger in Fairbanks und Bischof von New Ulm, Chad Zielinski, und der Bischof von Oakland, Michael Barber SJ.